# Euscorpius corcyraeus
Espèce
Euscorpius corcyraeus est une espèce de scorpions de la famille des Euscorpiidae.

## Distribution
Cette espèce est endémique de Corfou en Grèce.

## Description
La femelle holotype mesure 23,92 mm et le mâle paratype 21,94 mm.

## Étymologie
Son nom d'espèce lui a été donné en référence au lieu de sa découverte, Corfou.

## Publication originale
- Tropea & Rossi, 2012 : A new species of Euscorpius Thorell, 1876 from Corfu, with notes on the subgenus Euscorpius in Greece. Onychium, vol. 9, p. 27-37 (texte intégral).